# Quedosbi
Quedosbi (en llatí Chedosbius, en grec antic Τιβέριος Ἰούλιος Χηδόσβιος 'Tiberi Juli Quedosbi') va ser un rei poc conegut del Regne del Bòsfor, un estat client de Roma.
Només es coneix per una inscripció que dona el seu nom i títol, però cap data. No se sap amb certesa quan va regnar. Es va trobar una estela a Querson on, a més de mencionar-lo, es veu una imatge seva amb una espasa a la mà. El tipus de lletra de la inscripció es pot datar al segle iii o a inicis del segle iv, però la imatge amb una espasa és més pròpia del segle i o del segle ii. Alguns historiadors pensen que devia regnar a la primera meitat del segle iii governant conjuntament potser amb Rescuporis IV. Altres, en canvi, creuen que Quedosbi va succeir a Teiranes i el va succeir Totorses.
També es pensa que podria ser fill de Rescuporis IV i apareix en el tron al lloc d'un rei Rescuporis, potser el seu pare, l'any 267. Rescuporis tornava a ser al tron el 272. El 279 Quedosbi podria haver estat proclamat rei per segona vegada i regnar fins al 286 any en què apareix al tron Totorses (Juli Tiberi Totorses), fill de Teiranes i potser germà de Quedosbi.